# Fontenois-lès-Montbozon
Fontenois-lès-Montbozon is een gemeente in het Franse departement Haute-Saône (regio Bourgogne-Franche-Comté) en telt 303 inwoners (2011). De plaats maakt deel uit van het arrondissement Vesoul.

## Geografie
De oppervlakte van Fontenois-lès-Montbozon bedraagt 14,4 km², de bevolkingsdichtheid is 21 inwoners per km².
De onderstaande kaart toont de ligging van Fontenois-lès-Montbozon met de belangrijkste infrastructuur en aangrenzende gemeenten.

## Demografie
Onderstaande figuur toont het verloop van het inwonertal (bron: INSEE-tellingen).